# Olle Sjödahl
Olle Sjödahl, född 27 maj 1958, är en svensk före detta fotbollsspelare.
Sjödahl kom från Åsljunga SK till Halmstads BK som junior 1977, och blev svensk mästare med Halmstads BK 1979 under ledning av tränaren Roy Hodgson. Han var dock mestadels förpassad till bänken och spelade bara sju matcher. Han spelade även ett flertal år i Markaryds IF på 1980-talet.
Sjödahl är far till fotbollsspelaren Emma Sjödahl.